# Lamb Weston
Lamb Weston Holdings, Inc. (NYSE: LW) er en amerikansk producent af pommes frites og andre frosne kartoffelprodukter. De har hovedkvarter i Eagle, Idaho.
Virksomheden blev etableret i 1950 af Gilbert Lamb i Weston, Oregon.